# Aeroportul Kasese
Aeroportul Kasese (IATA: KSE, ICAO: HUKS) este un aeroport din Western Region⁠(d), Uganda ce deservește zona Kasese. A fost deschis în 1959 și numit după zona deservită.
Situat la o altitudine de 959 m, aeroportul dispune de o singură pistă.